# San Lorenzo (Santa Fé)
San Lorenzo é um município de 2ª categoria da província de Santa Fé, na Argentina.